# ステッドラー 925
ステッドラー 925は、ドイツの文具メーカーであるステッドラー社が販売する製図用シャープペンシルの総称。一部を除き、ローレット加工が施されている。

## 925シリーズ一覧

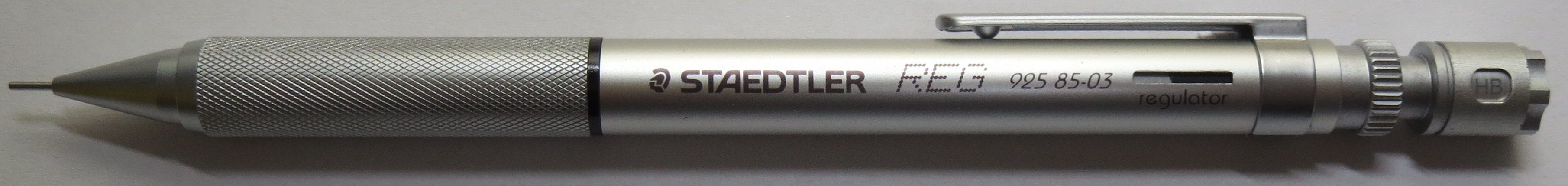
シャープペンシル　925 85-03

型番のxには、芯径のカンマ以下の数字が入る。
- 《例》
  - 925 0x→925 09 (0.9 mmの場合)
  - 925 65 0x→925 65 07 (0.7 mmの場合)など

なお、実際の商品にはこのようなxの表記はないが、便宜上この形で表記する。

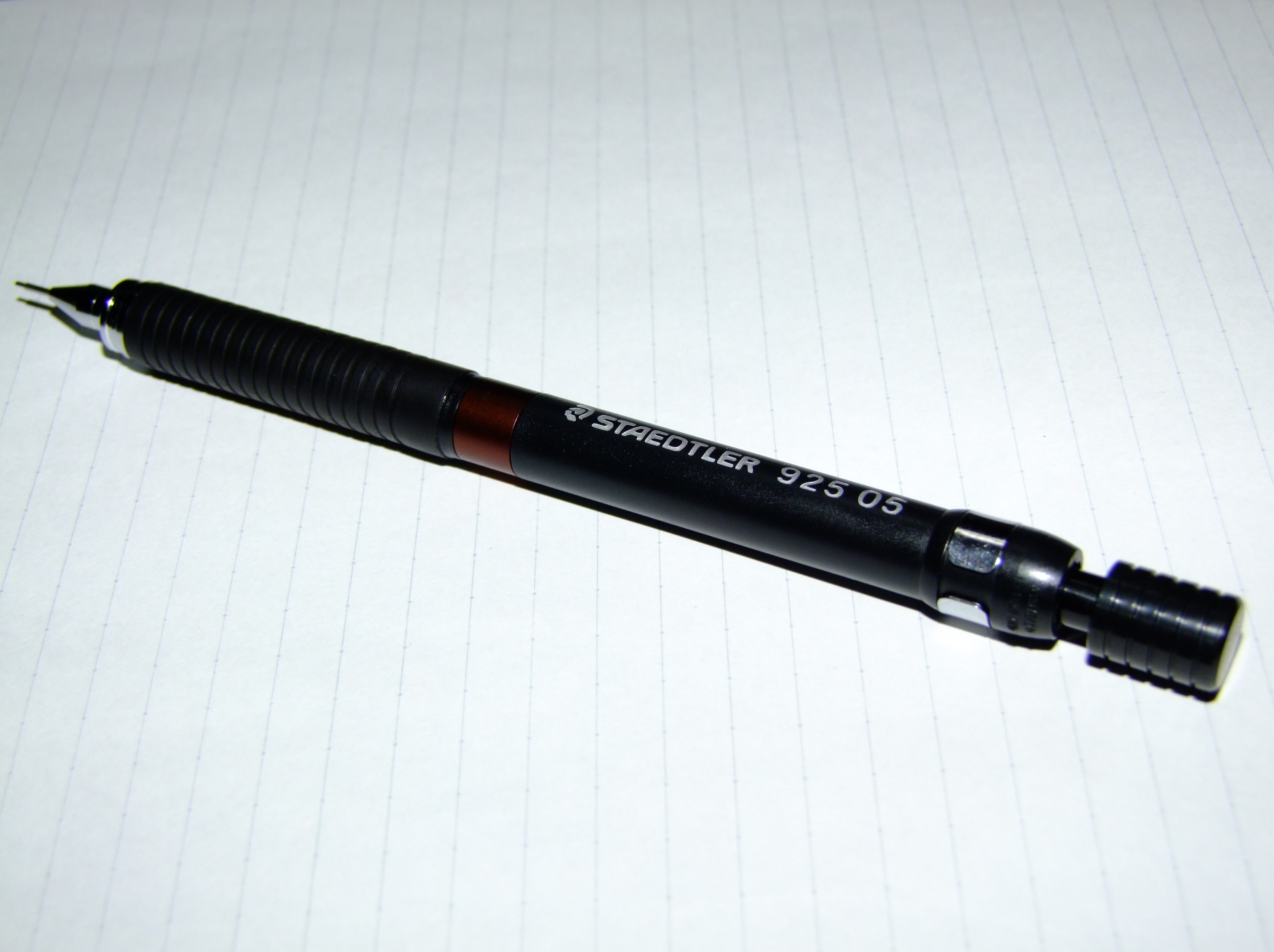
シャープペンシル 925 05

925 0x (廃番)

ゴムグリップを採用、1.3 mmのみ灰色軸。芯径によって芯硬度表示窓の色、更に消しゴムキャップ上面の文字の色が異なる。2019年廃番。
- 芯径 - 0.3 mm/0.5 mm/0.7 mm/0.9 mm/1.3 mm
- 寸法 - 139×8×12 mm
- 重量 - 12 g

925 15-0x
グリップにエラストマーを使用したモデルである。
- 芯径 - 0.3 mm/0.5 mm/0.7 mm/0.9 mm
- 寸法 - 140.5×12×9.5 mm
- 重量 - 9.2 g
- 定価 - 500円

925 25-0x
925シリーズの中で最も一般的なタイプである。日本国内生産、通称シルバーシリーズ。
- 芯径 - 0.3 mm/0.5 mm/0.7 mm/0.9 mm/1.3 mm
- 寸法 - 143×8×12 mm
- 重量 - 17 g
- 定価 - 1200円

925 25-20
4種類の硬度が選べる同社製の替え芯があり、用途に合わせて選べるようになっている。
- 芯径 - 2.0 mm
- 寸法 - 142×8.8×12 mm
- 重量 - 21.5 g

925 35-0xN
シルバーシリーズの特別カラー（Night Blue）モデル。
- 芯径 - 0.3 mm/0.5 mm/0.7 mm/0.9 mm
- 寸法 - 143×8×12 mm
- 重量 - 17 g

925 35-20N
シルバーシリーズの特別カラー（Night Blue）モデル。
- 芯径 - 2.0 mm
- 寸法 - 142×8.8×12 mm
- 重量 - 21.5 g

925 35-0xB
シルバーシリーズの特別カラー（all  Black）モデル。

925 55-0x (廃番)
925シリーズの中で最も安いモデル。銀色軸。廃番時期不明。
- 芯径 - 0.3 mm/0.5 mm/0.7 mm/0.9 mm
- 寸法 - 138×10×14 mm
- 重量 - 11.5 g
- 定価 - 300円

925 65-0x (廃番)
925 55とは色違い。灰色軸。廃番時期不明。
- 芯径 - 0.3 mm/0.5 mm/0.7 mm/0.9 mm
- 寸法 - 138×10×14 mm
- 重量 - 11.5 g
- 定価 - 350円

925 65カラーコレクション (廃番)
925 65が灰色軸なのに対し、こちらはマーガレットピンク、ライムグリーン、スカイブルー、マシュマロホワイト、キャロットオレンジといったカラフルな色構成である。軸の素材はABS樹脂。廃番時期不明。
- 芯径 - 0.5 mm
- 寸法 - 138×10×14 mm
- 重量 - 11.5 g
- 定価 - 350円

925-75-0x
ABS素材を使用し、軽量モデル。
芯径によって、ペン後方の色が違う。また、ペンの口金の部分にそれぞれ、
0.3はなし、0.5は1本0.7は2本0.9は3本と線が入っている。
- 芯径 - 0.3 mm/0.5 mm/0.7 mm/0.9 mm
- 寸法 - 140.6×12.5×9.6mm
- 重量 - 9.3 g
- 定価 - 350円

925-77(ヘキサゴナル)
　アルミ製で六角形軸が特徴のモデル。表面にはラバー塗装が施されている。 2022年11月28日
　発売。発売当時10000本限定で限定色バージョン0が発売された。2023年には、バージョン0に
　続く、限定色バージョン1が発売された。
- 芯径 - 0.5 mm
- 寸法 - 146×11×8.9mm
- 重量 - 17.7g
- 定価 - 2700円

925 85-0x (REG)
特殊ローレット加工採用。芯の送り出し量を好みの長さに調整できる。2005年のグッドデザイン賞を受賞した。2014年に廃番となったが、0.5mmは2025年6月下旬に、0.3ミリは7月下旬に復活する予定。
- 芯径 - 0.3 mm/0.5 mm/0.7 mm(廃番)
- 寸法 - 141×9.1×11.6 mm
- 重量 - 23